# Viktor Lindmark

Otoe, ursprungsfolk från mellanvästra USA, i fjäderskrud, ur Etnografiska museets bildarkiv.

Carl Viktor Emanuel Lindmark, född 7 mars 1869 i Lindesberg, Örebro län, död där 18 januari 1943, var en svensk målarmästare. Han var också en av Lindesbergs mest framstående nykterhetskämpar och lokalpolitiker i början av 1900-talet.

## Biografi
I likhet med sin far och sina bröder blev Viktor Lindmark målarmästare. 1892-1896 var han bosatt i USA, där han arbetade som målare i bland annat Kansas City och Worcester. 1896 återkom han till Sverige och startade en målerifirma i Lindesberg, som även bedrev möbel- och snickeritillverkning, med som mest ett 30-tal anställda. Han var redan vid denna tid aktiv som frisinnad politiker, vilket ledde till färre uppdrag från stadens välbärgade husägare. Han sålde därför verksamheten och återvände 1909 till USA, där han i fem år arbetade som målare, bland annat i Worcester, Palmer och Lawrence.
Under åren i USA blev han engagerad i den amerikanska nykterhetsrörelsen. Han utsågs till ungdomsintendent för IOGT i Massachusetts och angränsande stater. Efter hemkomsten till Lindesberg 1914, då han på nytt etablerade sig som målarmästare, blev han en av stadens mest framstående nykterhetskämpar.
Han fick så småningom många offentliga uppdrag och var bland annat i många år ledamot av Lindesbergs stadsfullmäktige, drätselkammaren och kyrkofullmäktige.
Han blev under åren i USA även intresserad av den amerikanska ursprungsbefolkningens liv. Efter hemkomsten till Sverige höll han åtskilliga föredrag om stammarna osage, apache och comanche. Genom flitig skriftväxling med historikern Edward Everett Dale (1879-1972) i Oklahoma kunde han senare fortsätta sin forskning om Amerikas urbefolkning. 1928 köpte Etnografiska museet i Stockholm en samling fotografier från Dale, föreställande stammarna ponca, otoe, osage, wichita, kiowa, comanche, apache och cheyenne, genom förmedling av Lindmark. I flera år bedrev Lindmark även forskning kring de svenska nybyggarna i Delaware.

## Publikationer
- Förbudet välsignar barnen. Stockholm. 1922. Libris 2779145[5]
- Sagoteatern. En samling sagospel för föreningar och skolor. Sköllersta: K. Göranzon. 1936. Libris 1405395[5]

## Familj
Viktor Lindmark var son till målarmästare Victor Mauritz Lindmark (1839-1888) och Eva Christina Jonsdotter. Han gifte sig den 28 november 1896 med Johanna Charlotta Lindström (1874-1937) och de fick dottern Olga Maria Charlotta (född 1897).